# Des Bremner
Desmond George "Des" Bremner (Aberchirder (Banffshire), 7 september 1952) is een Schots voormalig profvoetballer die speelde als aanvallende middenvelder. In 1982 won Bremner de UEFA Champions League / Europacup I met het Engelse Aston Villa.
Bremner speelde gedurende zijn profcarrière voor vier verschillende clubs; zijn jeugdclub Hibernian (uit Schotland), Aston Villa, Birmingham City (de stadsrivaal van Villa) en Fulham (uit Londen). Bremner was profvoetballer tussen 1972 en 1992. De laatste clubs waarvoor hij speelde waren Walsall en Stafford Rangers.

## Clubcarrière

### Hibernian
Bremner begon zijn loopbaan als profvoetballer met meer dan 200 officiële wedstrijden in het shirt van zijn Schotse jeugdclub Hibernian (1972–1979). In 1979 verruilde Bremner zijn regio voor de West Midlands in Engeland. Hij vertrok naar Aston Villa. Hier verkreeg Bremner uiteindelijk eeuwige roem als voetballer.

### Aston Villa
Zijn grootste successen behaalde de offensieve middenvelder met Aston Villa van 1979 tot 1984. In 1981 werd Aston Villa onder coach Ron Saunders kampioen van de Football League First Division met Bremner als basisspeler. Een jaar later won hij de UEFA Champions League / Europacup I onder leiding van de assistent van Saunders: Tony Barton. FC Bayern München werd met 1−0 verslagen in de finale (doelpunt aanvaller Peter Withe). Bremner stond de hele wedstrijd op het veld. De Schotse middenvelder was bij Aston Villa onmisbaar te noemen en hij zette de lijnen uit met aanvoerder Dennis Mortimer en Gordon Cowans. In 1982 werd bovendien de UEFA Super Cup gewonnen tegen UEFA Beker der Bekerwinnaars-laureaten FC Barcelona. De middenvelder was opnieuw van de partij. Centrumverdediger Ken McNaught scoorde vijf minuten voor affluiten het beslissende doelpunt.

### Birmingham City
In 1984 maakte Bremner een voor supporters controversiële overstap naar de grote rivalen van Birmingham City. Ron Saunders was daar toentertijd de coach nadat hij in november 1982 opstapte als coach van Aston Villa wegens tegenvallende resultaten in de First Division. Barton nam de taken van Saunders destijds over en Barton leidde de club daarop naar de Europese triomfen. Villa mocht deelnemen aan de Europacup I als kampioen van Engeland, maar in de competitie ging het bergaf met de prestaties. Saunders stapte op en werd coach van Birmingham City. Bremner herenigde met Saunders bij de stadsrivalen van Birmingham City. Bremner promoveerde met Birmingham City in 1985 naar de First Division als tweede van de Football League Second Division. Echter degradeerde men na een seizoen alweer naar de tweede afdeling.

### Latere carrière
In 1989 verliet Bremner het St. Andrew's Stadium van Birmingham City. Hij verhuisde naar Craven Cottage, met name naar Fulham. Hier bleef hij een seizoen (1989–1990). Tussen 1990 en 1992 speelde Bremner nog veertig wedstrijden voor Stafford Rangers.
In 1994 speelde Bremner nog enkele wedstrijden voor amateurclub Sutton United.

## Erelijst
Aston Villa FC
- Football League First Division

1981
- Europacup I

1982
- UEFA Super Cup

1982*
* wedstrijden gespeeld in januari 1983